# 森雄一郎
森 雄一郎（もり ゆういちろう、1986年〈昭和61年〉4月8日 - ）は、日本の実業家。
オンライン販売を主軸にアパレルブランド「FABRIC TOKYO」を展開する株式会社FABRIC TOKYO（旧ライフスタイルデザイン）の代表取締役社長。

## 経歴

### 生い立ち
岡山県生まれ。父親が冒険家三浦雄一郎のように挑戦し続ける人間になって欲しいと名付けた名前。
元々はゲームやコンピューターが好きでファッションとは無縁であったが、中学生時代に母親が犬の散歩中に拾って持ってかえってきたファッション誌を読んで「こんなカッコいい世界があるんだ」と衝撃を受け、その時からファッションに目覚め、それ以来、ファッションに夢中となる。大学生時代には当時流行していたSNSのmixiで知り合った友人とファッション情報を発信するWebメディアを立ち上げ運営。パリ・コレクション等の現地取材を行うなど、ファッション関連の活動をスタート。大学卒業後にファッションショーを演出する株式会社ドラムカンでアシスタントとして働き始めた時は、「無給でいいから働かせてくれ」と東京都港区の事務所に飛び込みで門を叩いた。
2012年、当時自身が25歳のときに株式会社ライフスタイルデザイン（現株式会社FABRIC TOKYO）を創業し、代表取締役に就任。複数事業を展開するもなかなか上手く事業が立ち上がらず、その頃、当時から有名だった山田進太郎氏がメルカリ（当時コウゾウ）という会社を立ち上げると聞き、連続起業家が次に立ち上げる事業に興味を持ち本人に直接SNSで連絡し、山田進太郎氏の近くで働くため、自分の会社を休眠させ社会人インターンとしてフルタイムで従事した。2014年には自身で創業した会社に籍を戻し、オーダーメイドのアパレルブランド「FABRIC TOKYO」を立ち上げた。

### 略歴
学生時代に国内外ファッションWEBメディアで起業し、海外コレクションや展示会の現地取材を行うなどグローバルに活動。大学卒業後はファッションショー演出家アシスタントを経て、スタートアップ業界に転向。不動産ベンチャー「ソーシャルアパートメント」の事業開発を担当後、2012年に株式会社ライフスタイルデザイン（現FABRIC TOKYO）を設立。複数事業を行うも、立て続けに事業撤退。2013年2月にTwitterで山田進太郎氏と出会い、フリマアプリ「メルカリ」の創業期に参画し、アプリの企画やCSセンターの立ち上げを経験。2014年に自身が洋服のサイズに困っていた経験から、カスタムオーダーのファッションレーベル「FABRIC TOKYO（旧LaFabric）」をリリース。その後、2014年に、インキュベイトファンドが主催するインキュベイトキャンプ6th/7thに出場する。そのイベントをきっかけに、インキュベイトファンドからの投資、また同イベントに出場していたエアークローゼット天沼聰氏、マネーフォワードにM&Aしたボクシルを運営しているスマートキャンプ古橋智史氏、KDDIにM&Aしたママリを運営しているコネヒト大湯俊介氏、ゼビオにM&Aしたhinata運営しているvivit水谷寿美氏、LINEにM&Aしたウィンクル運営の武智実氏と懇意になる。その他には、ICCというスタートアップカンファレンスにて、長きに渡りスポンサード活動を行っており、SmartHRの宮田昇始氏、おかんの沢木恵太氏とも懇意な関係にある。事業は2019年には売上10億円を超える規模に成長。

## 人物

### 人柄
ファッションとインターネットを愛していると公言している。コンピューターとの出会いは、電機メーカーで働いていた父親の影響で小学生時代から自分の部屋に型落ちのパソコンが置いてあり、ゲームやイラストレーターソフトを使って遊んでいた。中学生になると自身で自作PCを組み立て、当時流行していたBBSサイトを複数立ち上げ運営するなどWebサイト制作を趣味とした。
大学生時代のWEBメディア立ち上げ時、パリ・コレクションやニューヨーク・コレクションも自ら現地で取材を行うほど行動的な側面がある。招待状が無く会場には入れないため、裏口から入場を試みるなど向こう見ずな面もある、とインタビューで語っている。シャネルのクリエイティブディレクターを務めていたことで有名な故・カール・ラガーフェルド氏にインタビューに応じさせるなど積極的に活動。
大学は国立香川大学工学部に進学しているが、大学を選択した理由に、海が近いこと、物価が低いこと、実家から遠いこと、建築士の資格が取得できることを挙げている。しかし元々は建築士志望だったのが、大学在学中に趣味のファッション関連のメディア事業を立ち上げており、ファッション分野で独立することを目指すことにキャリアプランを切り替えている。
25歳のときに株式会社FABRIC TOKYOを創業した際は、現在のようにファッション関連事業は行っておらず、スマートフォン関連商品を取り扱う越境EC事業や世界各国のAmazon.com間の価格比較サイトを手掛けるもいずれも1年以内に撤退している。「一度ファッション業界に足を踏み入れたが、ファッションを嫌いになるまで最悪な想いをした。」と趣味のファッション以外の分野で起業した理由を語っているが、その後結局ファッション分野で事業を行うことになっている。
ファッションが好きで、ハイブランドから古着まで幅広いジャンルの洋服を年間数百万円はコンスタントに買い続けていると語る。

### 活動
- NewsPicks  プロピッカー
- 日経COMEMO コラムニスト
- 【連載 D2Cスタートアップ最前線──アフターデジタルにおける小売の再発明】| FastGrow
- オーダースーツをもっと身近に！アパレル業界におけるテクノロジーの新潮流 | GLOBIS知見録 2017年
- 「小売をディスラプトする新しい流通形態『D2C』 -業界外から見る知見者討論-」に登壇（グロービス・キャピタル・パートナーズ主催）2019年
- 「ICCサミット FUKUOKA 2019」に登壇
- Ad:tech tokyo 2019に登壇

## メディア・出演
- Fresh Faces　-アタラシイヒト-　（BS朝日、2020年7月11日）
- INNOVATIVE ACTION　（TBSラジオ、2019年7月27日）
- 「THE BRIDGE」インタビュー（雑誌、2018年6月）
- 東京起業百景・株式会社FABRIC TOKYO 森雄一郎さん-Startup Hub Tokyo - YouTube
- 「Compass by GCP」（雑誌、2019年3月）
- 「THE BRIDGE」note「D2Cスタートアップを立ち上げる際に実施したら良い資金調達とPR術」転載（2019年3月）